# Martos Flóra
Martos Flóra, születési, majd 1916-ig használt nevén Mandl Flóra (Budapest, 1897. szeptember 28. – Prága, 1938. december 30.) magyar vegyésztechnikus, szociáldemokrata, majd kommunista politikus.

## Élete
Édesanyja a konstantinápolyi születésű Breitner Teréz, apja Mandl Sámson kereskedő, sógora Kilián György. Fiatalkorában orvos akart lenni, ám a tanuláshoz szükséges költségeket szülei nem tudták fedezni. Így Martos röntgenasszisztens lett a Charité Poliklinikán. 1918-ban lépett be az MSZDP-be, ahol a baloldali ellenzékhez csatlakozott. A Magyarországi Tanácsköztársaság alatt a gyermekbarát mozgalomban működött. A kommün leverése után pedig bekapcsolódott a politikai foglyok megsegítésébe. Támogatta az internáltakat, főleg a zalaegerszegi internálótábor lakóit. Időközben kapcsolatba került az illegális kommunista mozgalommal. Később iparvegyészeti oklevelet szerzett, és a Shell Kőolaj Vállalat csepeli telepének laboratóriumában dolgozott. A Magyarországi Vörös Segély egyik szervezője volt, később pedig e szervezet vezetőjévé vált. 1927-től a KMP tagja. 3 év múlva letartóztatták, s 8 hónapot töltött börtönben. Kiszabadulása után részt vett az illegális KMP munkájában. 1935-ben ismét letartóztatták, majd húsz hónapot töltött fogságban. 1937 márciusában kiengedték, ám a börtönben szerzett gyógyíthatatlan betegségét nem tudta leküzdeni. Végül egy prágai szanatóriumban hunyt el 1938. december 30-án.

## Emlékezete
A Budapesti Műszaki és Gazdaságtudományi Egyetem Vegyész- és Biomérnök Karos hallgatóinak kollégiuma az ő nevét viseli. Az Óbudai Gimnázium korábban az ő nevét viselte. Martfűn, Dédestapolcsányban, Szarvason, Velencén ma is van róla elnevezett közterület. Balatonfenyvesen is van Martos Flóra utca. Budapesten a XIV. kerületi Bolgárkertész utca és a III. kerületi Vasút sor viselte eredetileg a nevét. Sopronban Egészségügyi Szakközépiskolát, Gyomaendrődön (Endrőd részen) utcát neveztek el róla Szentendrén (Izbég városrészben) utca viselte a nevét.[forrás?]